# ジャカルタ都市高速鉄道南北線
ジャカルタ都市高速鉄道南北線（ジャカルタとしこうそくてつどうなんぼくせん、インドネシア語：Lin Utara-selatan）は、南ジャカルタ市のルバックブルス駅から中央ジャカルタ市のブンダランHI駅までを結ぶ、ジャカルタ都市高速鉄道（ジャカルタ地下鉄）が運営する鉄道路線である。
路線名の由来はジャカルタを南北に貫くことから。路線図や乗り換え案内で使用されるラインカラーは「赤」（#ca2047）、路線記号はM。

## 沿革

### 第1期区間
ジャカルタ地下鉄南北線第1期区間工事は、合計8件の契約が締結された：
- CP101（ルバックブルス車両基地、レバク・ブルス駅および関連高架工事）：東急株式会社-Wijaya Karya・コンソーシアムが受注。
- CP 102（チペテ・ラヤ駅、ファトマワティ駅及び関連高架工事）：東急株式会社-Wijaya Karya・コンソーシアムが受注。
- CP 103（ハジナウイ駅、ブロック A駅、ブロック M駅、アセアン駅及び関連高架工事）：大林組-清水建設-PT Jaya Konstruksi JVが受注。
- CP 104（スナヤン駅、イストラ駅及び関連トンネル工事）：清水建設-大林組-PT Wijaya Karya - PT Jaya Konstruksi JVが受注。
- CP 105（ブンドウンガン・ヒリール駅、スナヤン駅及び関連トンネル工事）：清水建設-大林組-PT Wijaya Karya - PT Jaya Konstruksi JVが受注。
- CP 106（ドゥク・アタス駅及びブンダランHI駅建設及び関連トンネル工事）：三井住友建設-PT Hutama Karya・コンソーシアムが受注。
- CP 107（鉄道システム及び軌道工事）：メトロ・ワン・コンソーシアム（三井物産、東洋エンジニアリング、神戸製鋼所、PT Inti Karya Persada Teknik）が受注。
- CP 108（鉄道車両建設）：住友商事-日本車輌製造・コンソーシアムが受注。

2013年6月1日、9.2km（5.7マイル）の地下区間の最初の3件の土木契約が締結された。 2013年第3四半期に高架区間の土木工事請負契約3件が締結された。 建設工事は2013年10月に開始された。
トンネル掘削は2017年2月23日に完了し、目標完了日を達成した。 2017年10月までに、高架線と地下線の両セクションの建設が完了した。
正式開業に先立ち、2019年3月12日から3月23日まで限定公開試運転が実施された。 2019年3月24日、ジョコ・ウィドド・インドネシア大統領による公式開通式が行われた。

### 第2期区間
ジャカルタ地下鉄南北線の第2期区間工事では、合計8件の契約が締結された：
- CP 200（モヌメン・ナシオナル駅付近の地下変電所建設）：PT Trocon Indah Perkasaが受注。
- CP 201（タムリン駅、モヌメン・ナシオナル駅及び関連トンネル工事）：清水建設-PT Adhi Karya JVが受注。
- CP 202（ハルモニ、サワブサール、マンガブサール駅建設と関連トンネル工事）： 清水建設-PT Adhi Karya JVに発注。
- CP 203（グロドック、コタ駅及び関連トンネル工事）：三井住友建設-PT Hutama Karya JOに発注。
- CP 204（アンコール・バラット車両基地建設）
- CP 205（鉄道システム及び軌道工事）： CP 205A, ハルモニ駅-マンガブサール駅 セグメ ントは清水建設-PT Adhi Karya JV によって建設され、CP 205B, マンガブサール駅-コタ駅セグメ ントは三井住友建設-PT Hutama Karya JO によって建設される。
- CP 206 （車両14編成の建設）。
- CP 207（自動切符運賃収受システムの設置）。

## 車両

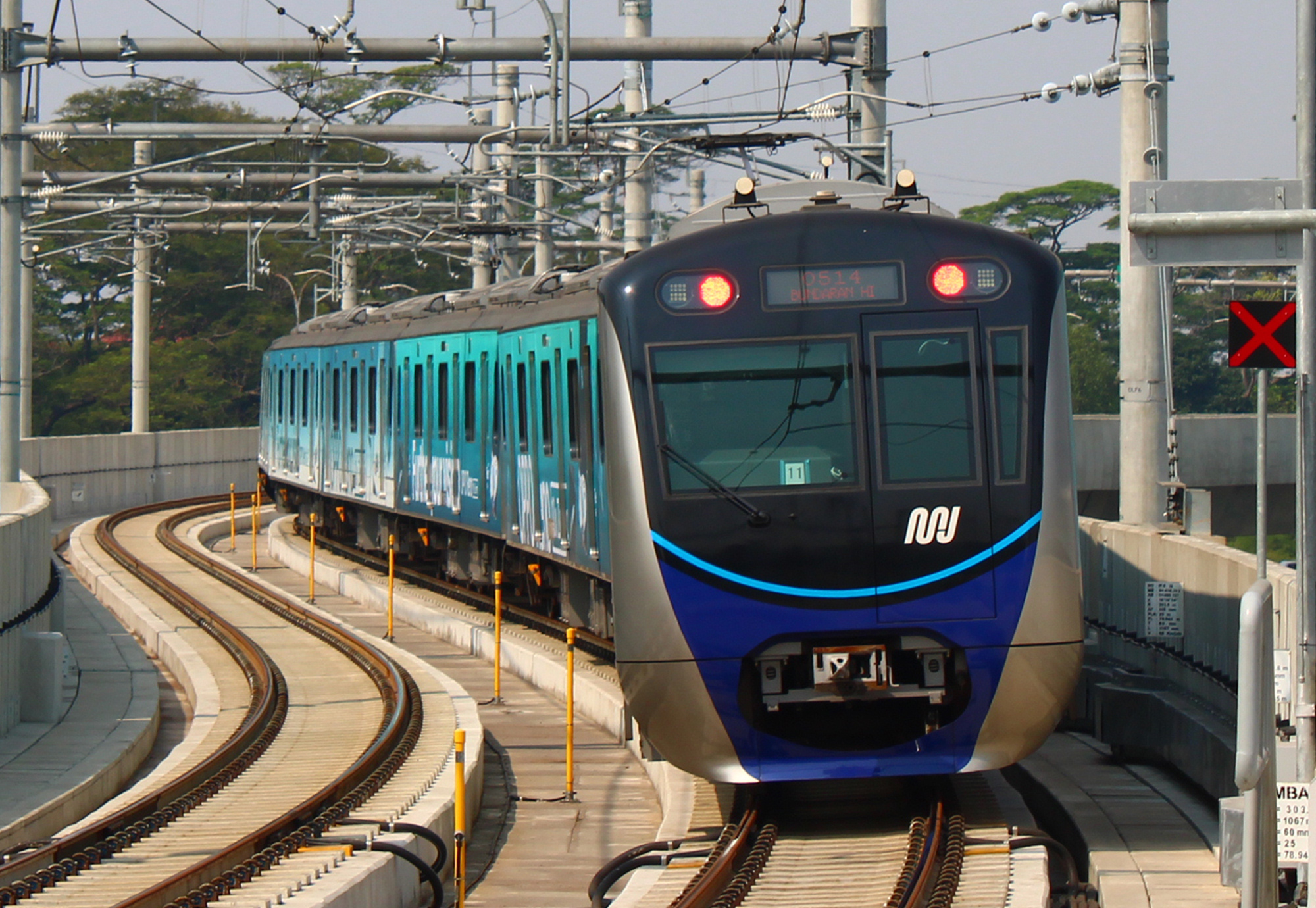
ハジナウイ駅を発車するジャカルタ地下鉄1000系LBB11編成。

## 駅一覧

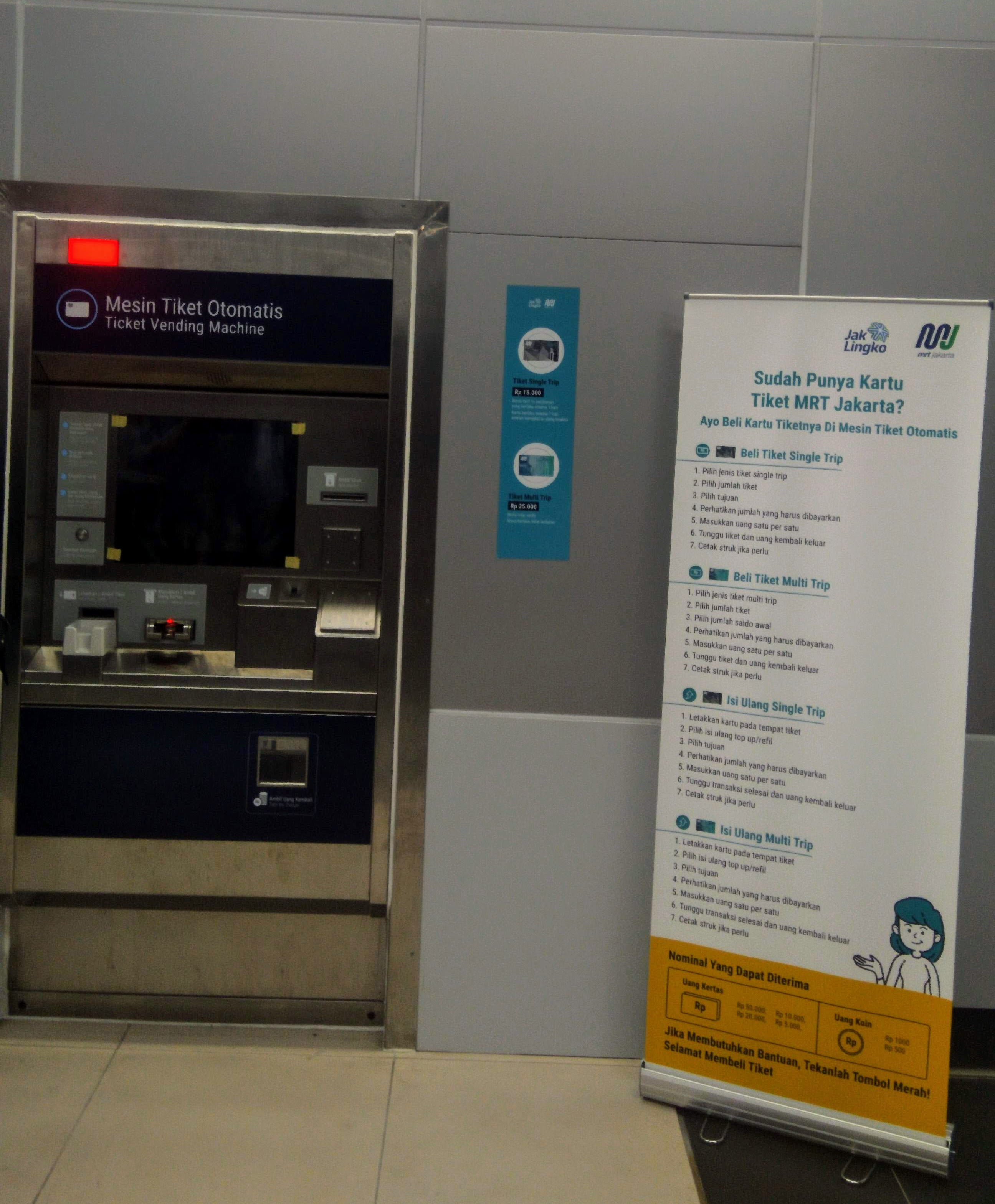
自動券売機

| 駅名                                     |                    | 乗り換え | 所在地             | 備考               |
| ↓第2期B区間 計画中                       | ↓第2期B区間 計画中 | ↓第2期B区間 計画中 | ↓第2期B区間 計画中 | ↓第2期B区間 計画中 |
| ---------------------------------------- | ------------------ | --- | ------------------ | ------------------ |
| アンチョール・マリナ Ancol Marina        | M 23               | | 北ジャカルタ市     |                    |
| アンチョール・パーク Ancol Park          | M 22               | トランスジャカルタ: - コリドアー5 - コリドアー5D | 北ジャカルタ市     |                    |
| マンガドゥア Mangga Dua                  | M 21               | KRL コムター: カンプンバンダン駅 トランスジャカルタ: - コリドアー12 | 北ジャカルタ市     |                    |
| ↓第2期A区間 工事中                       |                    | |                    |                    |
| コタ Kota                                | M 20               | KRL コムター: ジャカルタコタ駅 トランスジャカルタ: - コリドアー1 - コリドアー3H - コリドアー12 | 西ジャカルタ市     |                    |
| グロドック Glodok                        | M 19               | トランスジャカルタ: - コリドアー1 - コリドアー3H | 西ジャカルタ市     |                    |
| マンガブサール Mangga Besar              | M 18               | トランスジャカルタ: - コリドアー1 - コリドアー3H | 西ジャカルタ市     |                    |
| サワブサール Sawah Besar                 | M 17               | トランスジャカルタ: - コリドアー1 - コリドアー3H | 中央ジャカルタ市   |                    |
| ハルモニ Harmoni                         | M 16               | トランスジャカルタ: - コリドアー1 - コリドアー2 - コリドアー3 - コリドアー3H - コリドアー7F - コリドアー8 - コリドアー8A                                                                             | 中央ジャカルタ市   |                    |
| モヌメン・ナシオナル Monumen Nasional    | M 15               | トランスジャカルタ: - コリドアー1 - コリドアー2 - コリドアー2A - コリドアー2D - コリドアー5C - コリドアー6A - コリドアー6B - コリドアー7F                                                            | 中央ジャカルタ市   |                    |
| タムリン Thamrin                         | M 14 TB 25         | 東西線（計画中） トランスジャカルタ: - コリドアー1 - コリドアー6A - コリドアー6B | 中央ジャカルタ市   |                    |
| ↓開業中                                  |                    | |                    |                    |
| ブンダランHI Bundaran HI                 | M 13 BHI           | トランスジャカルタ: - コリドアー1 - コリドアー6A - コリドアー6B | 中央ジャカルタ市   |                    |
| ドゥクアタス Dukuh Atas BNI              | M 12 DKA           | スカルノ・ハッタ空港鉄道 : BNIシティ駅 KRL コムター : スディルマン駅 ジャボデベックLRT : ドゥクアタス駅 トランスジャカルタ: - コリドアー1 - コリドアー4 - コリドアー6 - コリドアー6B - コリドアー13C | 中央ジャカルタ市   |                    |
| スティアブディ Setiabudi Astra           | M 11 STB           | | 中央ジャカルタ市   |                    |
| ブンドウンガン・ヒリール Bendungan Hilir | M 10 BNH           | | 中央ジャカルタ市   |                    |
| イストラ Istora Mandiri                  | M 09 IST           | トランスジャカルタ: - コリドアー1 | 中央ジャカルタ市   |                    |
| スナヤン Senayan Mastercard              | M 08 SNY           | トランスジャカルタ: - コリドアー1 - コリドアー6V - コリドアー9C - コリドアー10H | 中央ジャカルタ市   |                    |
| アセアン ASEAN                           | M 07 SSM           | トランスジャカルタ: - コリドアー1 - コリドアー6V - コリドアー13 - コリドアー13C - コリドアー13D - コリドアーL13E                                                                                     | 南ジャカルタ市     |                    |
| ブロック M Blok M BCA                    | M 06 BLM           | トランスジャカルタ: - コリドアー1 | 南ジャカルタ市     |                    |
| ブロック A Blok A                        | M 05 BLA           | | 南ジャカルタ市     |                    |
| ハジナウイ Haji Nawi                     | M 04 HJN           | | 南ジャカルタ市     |                    |
| チプテラヤ Cipete Raya                   | M 03 CPR           | | 南ジャカルタ市     |                    |
| ファトマワティ Fatmawati Indomaret       | M 02 FTM           | 外環状線（計画中） | 南ジャカルタ市     |                    |
| ルバックブルス Lebak Bulus Grab          | M 01 LBB           | トランスジャカルタ: - コリドアー8 Lebak Bulus Bus Terminal (via short walk) | 南ジャカルタ市     |                    |